# جلكى مايو
جلكى المايو (الاسم العلمي:†Mayomyzon) هي جنس من اللافكيات تتبع فصيلة جلكيات مايو من رتبة الجلكيات.